# キミの街にゆくよ
「キミの街にゆくよ」（キミのまちにゆくよ）は、2010年3月24日にリリースされた鈴木雅之の通算33枚目のシングル。

## 解説
2005年「その愛のもとに/君を抱いて眠りたい」から約5年ぶりとなる、鈴木雅之30周年アニバーサリーシングル。
表題曲は、SING LIKE TALKINGの佐藤竹善が楽曲提供。すでに2009年11月9日から「キミの町にゆくよ」として先行配信されていたが、CD化を望むファンからの声に応えて、タイトルを変更してリリースされた。
30年間歌い続けてきた鈴木の自信と誇りと感謝が詰め込まれた渾身の1曲。
青森放送「東北新幹線全線開業キャンペーン」イメージソング。発売日のオリコンデイリーチャートは第27位。
カップリング「SPIRIT OF LOVE」は1995年に発売されたSING LIKE TALKINGシングル曲のカバー。
初回仕様限定盤に限り、携帯フラッシュ待受画像がプレゼントされた。
本作を皮切りに30周年特別企画として、2010年3月24日〜2011年2月25日の期間中に発売される、鈴木雅之関連の全ての初回仕様限定盤商品に特別応募券が封入され、抽選でスペシャルオリジナルグッズがプレゼントされた。

## 収録曲
| 全作曲: 佐藤竹善、全編曲: 下野ヒトシ。 |                                      |                               |            |      |
| #                                      | タイトル                             | 作詞                          | 作曲・編曲 | 時間 |
| 1.                                     | 「キミの街にゆくよ」                 | 佐藤竹善                      | 佐藤竹善   | 5:07 |
| 2.                                     | 「SPIRIT OF LOVE」                   | - 藤田千章 - キャット・グレイ | 佐藤竹善   | 5:15 |
| 3.                                     | 「キミの街にゆくよ (Backing Track)」 |                               | 佐藤竹善   | 5:04 |
| 合計時間:                              | 合計時間:                            | 合計時間:                     | 15:26      |      |